# 히트메이커 (기업)
히트메이커(일본어: ヒットメーカー 힛토메카[*], 영어: Hitmaker)는 지금은 없어진 세가의 개발 자회사이다. 2003년에 세가 로소를 흡수 합병하였으나, 2004년 7월 1일에 세가의 다른 개발 자회사인 세가와우, SEGA-AM2, 어뮤즈먼트 비전, 스마일비트, 소닉 팀, 디지털렉스와 함께 세가에 통합되었다.

## 같이 보기
- 세가의 개발 부서
- 용과 같이 스튜디오
- 소닉 팀